# Hebron (Nebraska)
Pour les articles homonymes, voir Hebron.
La ville de Hebron est le siège du comté de Thayer, dans l’État du Nebraska, aux États-Unis. Lors du recensement de 2000, elle comptait 1 565 habitants.